# 飯島八幡神社
飯島八幡神社（いいじまはちまんじんじゃ）は、岐阜県大野郡白川村にある神社である。
世界遺産の白川郷にある神社である。道の駅白川郷の正面に位置している。かつての白川郷は飛騨国の庄川流域一帯のことであり、1875年（明治8年）、尾神村（御母衣ダムで水没）以北の「下白川郷」23ヶ村が白川村、海上村（御母衣ダムで水没）以南の「上白川郷」18ヶ村が荘川村（現高山市）になっている。
毎年10月中旬に、どぶろく祭りが行われる。
尚、どぶろく祭りの行われる順番は、白川八幡神社、鳩谷八幡神社に続き3番目となる。

## 祭神
- 応神天皇

## 文化財
- どぶろく祭（村指定無形民俗文化財）[1]
- 飯島八幡社のエノキ（村指定天然記念物）[1]

## 所在地
- 岐阜県大野郡白川村萩町飯島

## 交通

### 自動車
- 東海北陸自動車道白川郷ICより約50m。

### 公共交通機関
- 路線バス
  - あいの風とやま鉄道高岡駅・高山濃飛バスセンターより濃飛バス白川郷・金沢線「牧」行き、飯島下車。

## その他
- 同人ゲーム『ひぐらしのなく頃に』に登場する、祭具殿のモデルといわれている。